# Kein Gott, kein Herr! Eine kleine Geschichte der Anarchie
Kein Gott, kein Herr! Eine kleine Geschichte der Anarchie ist eine vierteilige Dokumentarfilmreihe von Tancrède Ramonet (* 28. August 1974), die sich mit der Ereignisgeschichte des Anarchismus beschäftigt.

## Handlung
Tancrède Ramonets Film stützt sich ausschließlich auf Archivdokumente und Interviews mit Historikern und weiteren Experten und beschreibt die anarchistische Geschichte als Ereignisgeschichte vom Beginn an bis zum Zweiten Weltkrieg. Dabei nutzt er ausschließlich Originalaufnahmen, etwa von der mexikanischen Revolution und dem Spanischen Bürgerkrieg, und Abbildungen von zeitgenössischen Originaldokumenten. Der Film beschränkt sich nicht auf Europa und die üblicherweise im Fokus stehenden geschichtlichen Ereignisse, sondern bezieht die Entwicklungen in der gesamten Welt ein.

### I. Teil
Der erste Teil ist mit dem Untertitel „Lust an der Zerstörung (1840–1914)“ versehen und enthält folgende Kapitel:
1. 1840 – Ich bin Anarchist
2. 1886 – May Day
3. 1892 – Propaganda durch Tatsache
4. 1906 – Auf zur Tat
5. 1909 – Der neue Mensch
6. 1912 – Tragische Banditen
7. 1914 – Epilog

### II. Teil
Der zweite Teil ist mit dem Untertitel „Erinnerung der Besiegten (1911–1945)“ versehen und enthält folgende Kapitel:
1. 1911 – Tierra y Libertad
2. 1917 – Alle Macht den Räten
3. 1921 – Unser Todeskampf ist unser Triumph
4. 1926 – Stärke kommt von unten
5. 1936 – A las barricadas
6. 1937 – Sterben für Barcelona
7. Epilog

### III. und IV. Teil
2019/2020 wurden durch eine Crowdfunding-Kampagne mehr als das doppelte des benötigten Budgets von 15.000 € innerhalb kürzester Zeit zur Verfügung gestellt.
Teil drei und Teil vier wurden im Jahr 2023 veröffentlicht und von ARTE France ausgestrahlt. Teil drei behandelt den Zeitraum von 1945 bis 1968 und Teil vier jenen von 1965 bis 2012. Beide Teile haben eine Laufzeit von jeweils 52 Minuten. Es gibt bisher ausschließlich die französischen Originalfassungen und es existieren auch keine anderssprachigen Untertitel.
Die beiden letzten Teile wurden auf dem Youtube-Kanal des französischen Parlaments, LPC (La Chaîne parlementairedes) veröffentlicht und können dort kostenlos angeschaut werden.

## Rezeption
„Ramonets Eingangsthese stimmt: Einseitige Berichterstattung und Geschichtsschreibung diskreditierten den Anarchismus und löschten seine Bedeutung aus dem kollektiven Gedächtnis. Dabei wirkt er noch im 20. Jahrhundert in Mexiko, Russland, den USA und Spanien und lebt 1968, im Punk und in der Occupy-Bewegung wieder auf.“ – Landbote